# Erica bakeri
Erica bakeri är en ljungväxtart som beskrevs av Salter. Erica bakeri ingår i släktet klockljungssläktet, och familjen ljungväxter. Inga underarter finns listade i Catalogue of Life.